# ファウングプイ
ファウングプイ(Pron: /ˌpʰɔ:ŋˈpʊɪ/)はインド、ミゾラム州の山である。ルシャイ山地の最高峰であり、ブルー・マウンテン（青い山の意）というニックネームでも知られる。標高は2,157メートル。ミャンマー国境から程近いミゾラム南東のローングレイ地区に位置する。

## 地理
ファウングプイはルシャイ山地の最高峰である。西側は半円形に切り立った崖になっていてスラズアング・カム（Thlazuang Khàm）と呼ばれており、シロイワヤギの生息地になっている。また、この崖には神々が宿っていると信じられている。山頂にはおよそ2キロメートル四方にわたって開けた場所が存在する。

## 名前の由来
ファウングプイにはこの地域の独自の神々が宿っていると考えられており、民間信仰の中心地、民話の舞台としてこの山は厚く信仰されている。ライ語では「フォン」（phong）は「草原」、「草地」を表す。接尾辞の「プイ」（-pui）は「偉大な」という意味を持つ。その名の通りこの山は大部分が様々な植物からなる草地に覆われている。
地元の信仰ではこの山は神々（あるいは精霊）の住処となっている。なかでも神々の王「サンガウ」（Sangau）にまつわる民話が代表的であり、サンガウはふもとの町の名前にもなっている。民話に語られるところでは、サンガウには息子がおり、息子はチェリアン（Cherian、別の神の一族）の姫と結婚することになった。結婚式では贈り物が交換された。サンガウからは2匹のフーロックテナガザルが送られ、チェリアンからは1本のマツの木が送られた。以来この山の登山口の地名はファルパク（Farpak、「松だけ」の意）になった。

## 環境保護
1992年にはファウングプイはファウングプイ国立公園として自然保護地域に指定されている。ミゾラム州の国立公園はファウングプイ国立公園を含めて2つしかない。ミゾラム州政府は自然保護の観点からこの山への訪問を11月から4月までに限っている。

## 動植物
この地域は生い茂る竹林（タケ亜科）と、その他魅力的な植物群に囲まれている。チョウの仲間も多くみられ、いくつかの希少な種がこの地域から発見されている。西側の崖のふもとのファルパク地域には広大な草原が広がり、そこではハヤブサ、ミヤマジュケイ、タイヨウチョウ科、ハイイロウタイチメドリ、キンノドゴシキドリ、ビルマカラヤマドリ、サイチョウ科、セグロアマツバメ、ウンナンコジュケイ、カザノワシといった鳥類をみることができる。1997年にはウンピョウも目撃されている。一方で国立公園内から野生の蘭が持ち去られるという事件も何件か発生している。

## 画像

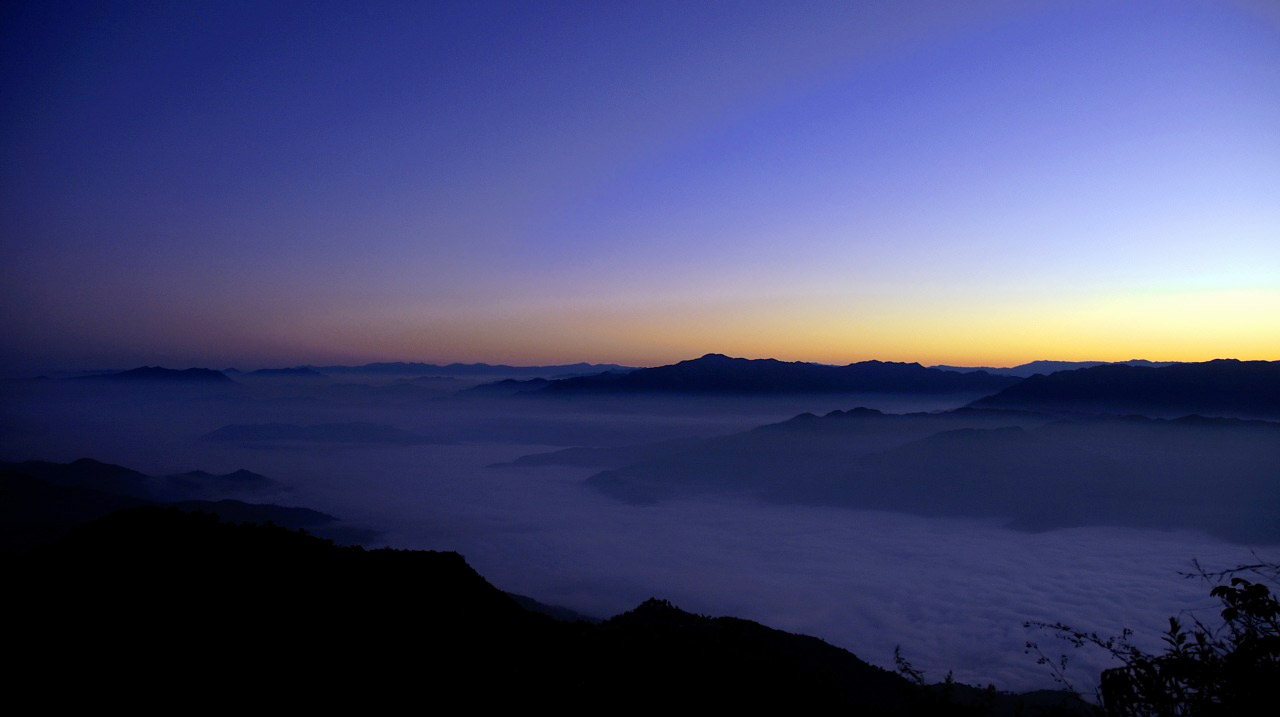
国立公園の日の出。
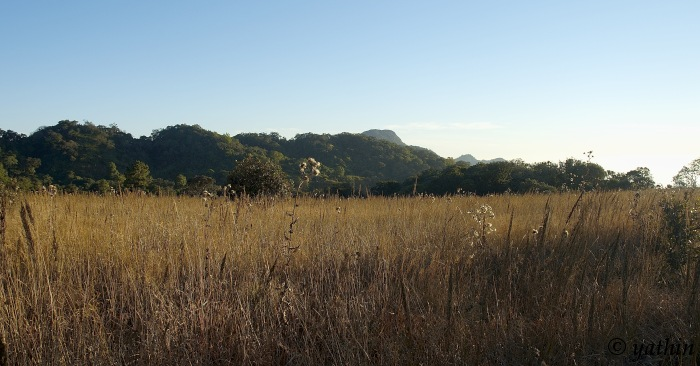
ファルパクの草原。